# Éducation dans l'Antiquité

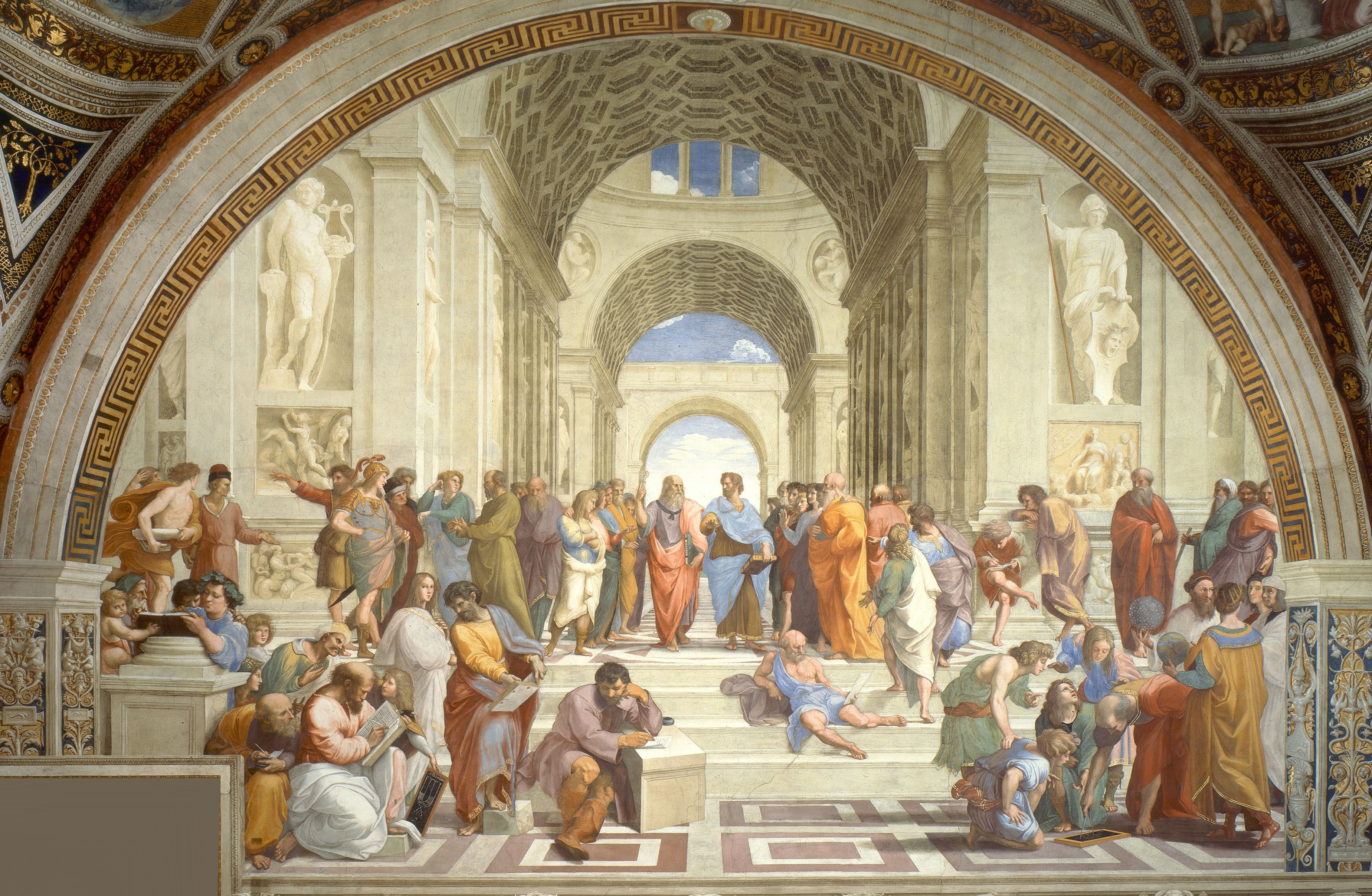
L'École d'Athènes de Raphaël, présentant l’ensemble des philosophes grecs.

Les plus anciennes institutions éducatives possédant une structure institutionnelle sont apparues dans de nombreuses civilisations antiques. Ces centres enseignaient généralement la philosophie et la religion. Il faut distinguer ces institutions de l'université moderne occidentale, dont le modèle a pris naissance durant l’antiquité grecque avec le Lycée sous la direction d’Aristote, et qui s'est développé au Moyen Âge (VIe au XVe siècle). Ce type d’université a été adopté dans d'autres régions du monde depuis le début de l'époque moderne.

## Historiographie
Les conquêtes d’Alexandre le Grand, puis l'annexion de la Grèce à l'Empire romain, permirent de répandre l’esprit grec, son rationalisme et son humanisme, mais aussi son goût pour l’art de la rhétorique. Henri-Irénée Marrou note cependant dans son Histoire de l'éducation dans l'Antiquité que la pensée antique s’était peu préoccupée de l’enfant, et se focalisait plutôt sur la formation de l'homme adulte. Marrou démontre également que les manuels scolaires changèrent extrêmement peu entre le IIIe siècle av. J.-C. et le IVe siècle.
On disposait alors de plusieurs ouvrages pouvant servir à l’éducation : par exemple celui de Lucius Ampelius, et celui de Columelle en agriculture.

## L'Égypte
En Égypte ancienne, l’éducation des enfants divergeait selon leurs origines sociales et leur sexe. Les jeunes filles participaient aux tâches domestiques et étaient de ce fait préparées dès leur plus jeune âge à devenir des épouses capables de tenir une maison. Dans les campagnes, en l’absence de progéniture mâle ou à certaines occasions comme les semailles ou les moissons, les fillettes pouvaient également participer aux travaux des champs. Les enfants de sexe masculin, quelle que soit leur condition sociale, étaient eux appelés à embrasser la carrière de leur père. Cette orientation était inéluctable pour les aînés de la famille.
On remarque en Égypte ancienne deux lieux distincts d’enseignement : l’ât sebayt (littéralement le « lieu d’enseignement », que l'on appelle communément l'école) et le per ânkh (littéralement la « Maison de Vie »). L’enseignement principal consistait à inculquer aux enfants l’apprentissage du hiératique. La plupart des écoliers se contentaient de cet apprentissage de base car le hiératique était l’écriture de l’administration. Ceux qui se destinaient à une carrière de prêtre, de scribe, ou de scribe des contours poursuivaient leur instruction par l’apprentissage des hiéroglyphes. Seuls les enfants issus de la noblesse, de la prêtrise, et de l’administration allaient à l’école.
Cependant, il semblerait qu’il y ait eu une exception pour certains garçons particulièrement doués du village des artisans de Deir el-Médineh qui recevaient une instruction privilégiée dans la Maison de Vie du Ramesseum, le temple des millions d'années de Ramsès II. En effet, les archéologues ont retrouvé des milliers d'ostraca scolaires dans certaines pièces de l’école du Ramesseum arborant des essais de sculpture et de dessins,. Certains montrent la répétition d’un signe sur plusieurs lignes. D’autres, une phrase (ou titulature) écrite par le maître d’école et réécrite plus ou moins maladroitement par l’écolier. Les ostraca scolaires les plus élaborés reprennent des extraits ou des écrits entiers de textes scolaires conçus et employés spécifiquement dans un cadre pédagogique (comme la Kemit ou les Miscellanées). Ils reprennent également des textes sapientiaux, véritables références littéraires se déclinant sous la forme d’enseignement ou de sagesse à visée morale (comme l'Enseignement de Ptahhotep, les Instructions d'Amenemhat, l'Enseignement de Khéty ou encore l’Enseignement d’un homme à son fils pour ne citer que les plus populaires). Un dernier texte, considéré comme un classique à l’époque ramesside se rencontre également parmi les écrits scolaires : il s’agit de l'Hymne au Nil. En dépit de son caractère religieux, il avait donc une valeur éducative assez forte pour être retenu parmi les écrits enseignés à l’école.
À côté de l’apprentissage de l’écriture et de la lecture, les mathématiques étaient également enseignées. Les étudiants désireux de se perfectionner dans telle ou telle voie étudiaient durant plusieurs années leur spécialité dans une Maison de Vie. Certaines d’entre elles développèrent des spécialités particulières dans des domaines qui en faisaient des pôles de référence à travers le pays : ainsi, la Maison de Vie de Saïs et dans une moindre mesure, celles d’Abydos et de Tell Basta étaient réputées pour former les meilleurs médecins du pays. À Héliopolis, la Maison de Vie formait plutôt les artisans-décorateurs et les scribes chargés de prospecter les carrières.
D’après les Sagesses, l’éducation par le père de famille est considérée comme un devoir dont l’Égyptien doit s’acquitter, mais on ne dispose d’aucune information au sujet de l'éducation familiale, car les seules sources disponibles sont des allusions tirées de maximes ayant valeur de propagande. En outre, elles ne concernent que les classes aisées de la société et ne visent que les enfants de sexe masculin. Plusieurs passages des Sagesses rappellent à l’Égyptien instruit qu’éduquer sa progéniture mâle est un devoir qu’il se doit d’accomplir. En voici deux :
« Qu’il est heureux celui qu’a éduqué son père ! »
« Il (= le fils) transmettra oralement la même chose à ses enfants en renouvelant l’enseignement de son père. Chaque homme est instruit à mesure qu’il agit. Il (en) fera la transmission orale auprès des rejetons. »
Le but de l’instruction paternelle vise à transmettre au fils les principes fondamentaux de la Maât, à obtenir son obéissance, sa soumission et sa reconnaissance pour cet enseignement, ainsi que de faire de son fils un homme dont il pourra être fier.
En dehors de ces recommandations ou extraits autobiographiques, nous ignorons tout de la façon dont se déroulait cette instruction filiale, étant donné qu’elle était privée, personnalisée et qu’elle différait probablement selon les couches intellectuelles et/ou aisées de la société. L’Égypte ancienne nous a toutefois légué plusieurs textes sapientiaux permettant aux plus instruits d’y puiser les préceptes de sagesse et de valeurs à inculquer à leurs enfants. Certains ont d’ailleurs été rédigés sur le modèle de l’enseignement d’un père à son fils, fictif ou réel, quand d’autres assimilaient le maître au père de famille .
Enfin, l’enrôlement militaire des enfants  était pratiqué dans l'Égypte ancienne. Plusieurs témoignages littéraires et iconographiques mentionnent en effet que dès la Première Période Intermédiaire égyptienne – si ce n’est avant –, l’armée de Pharaon a compté en son sein de très jeunes recrues. La façon dont cet enrôlement forcé ou volontaire était pratiqué ne peut être déduit des sources actuelles. D'aucuns émettent l'hypothèse selon laquelle certaines familles, parmi les plus pauvres, choisissaient de remettre spontanément entre les mains de l’administration militaire un ou plusieurs de leurs jeunes garçons afin que ceux-ci puissent être pris en charge par l’État égyptien et qu'ils ne meurent pas de sous-nutrition. Les jeunes Égyptiens n’étaient toutefois pas des enfants-soldats mais des subalternes, au service de leurs aînés.

## La Perse
L’éducation des enfants en Perse est évoquée dans la Cyropédie de Xénophon, livre I.

## Grèce antique
En Grèce, l’éducation des jeunes garçons relève des femmes puis des maîtres, tandis que des « pédagogues », généralement des esclaves, sont chargés de les conduire chez le « grammatiste », c’est-à-dire le maître d’école[réf. souhaitée]. Les filles sont éduquées à la maison, et seules quelques-unes d'entre elles sont lettrées et suivent des cours de philosophie ; à partir de l'époque hellénistique, elles semblent toutefois recevoir un contenu d'éducation analogue à celui des garçons.
Les valeurs de la Cité antique, en particulier la gymnastique et la musique, sont enseignées aux jeunes élèves. L'éducation grecque alliait le développement physique de l'enfant à celui des arts, des valeurs morales antiques de force et de vertu militaire, et de l’intellect par la poésie en particulier. Elle procurait le développement harmonieux des corps grâce au sport pour tendre vers un idéal de beauté de l’adulte. Elle était cependant marquée par la mise à l’écart des filles qui ne pratiquent les sports qu’à Sparte. Les femmes n'apparaissent dans les compétitions qu'à partir du Ier siècle.
Platon atteste des formes de cette éducation : « Le maître d’écriture, pour les enfants qui ne savent pas encore écrire, trace d’abord les lettres avec son stylet et leur remet ensuite la page où ils devront suivre fidèlement l’esquisse des lettres. »  Il plaide pour une éducation identique des filles et des garçons dans La République.

À Sparte, les enfants à partir de sept ans recevaient une éducation faite par la cité, sportive et fondée sur le développement physique (les enfants spartiates ne sont pas emmaillotés) et intellectuelle solidement encadrée, collective, un peu à la manière du scoutisme de nos jours : il y avait de 7 à 20 ans trois classes d’âges principales encadrées par le pédonome, responsable de l’éducation spartiate, la troisième étant Irène, c’est-à-dire éphèbe. Ils vivaient en groupe, en dortoir, en bandes, vêtus d’une tunique, puis d’un simple manteau. Les jeunes spartiates proches de l’âge adulte passaient par quelques épreuves initiatiques comme celle de la kryptie (survivre seul dans la nature en autonomie : les jeunes devaient apprendre à se débrouiller seuls) ou la chasse à l’hilote. Les textes mentionnent un jeu consistant à dérober des fromages placés autour de l’autel du sanctuaire d’Artémis Orthia, au cours duquel les concurrents s'échangeaient des coups de fouet. La formation intellectuelle était fondée sur l’apprentissage des apophtegmes lacédémoniens. Xénophon grand admirateur des Spartiates, dans la Cyropédie, décrit un idéal de l’éducation, c’est-à-dire la prise en charge des enfants par un État militaire, et lie la justice à l’éducation : « Les enfants se rendent aux écoles pour apprendre la justice, comme ils vont, chez nous, apprendre à lire. »

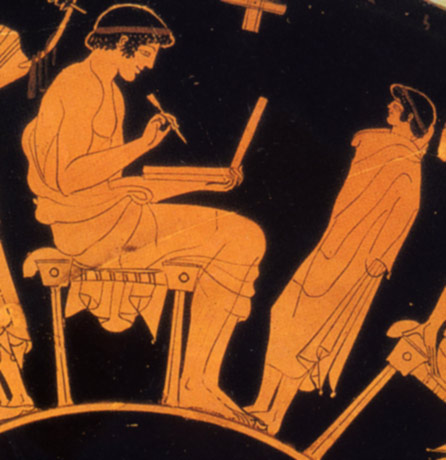
Coupe de Douris.

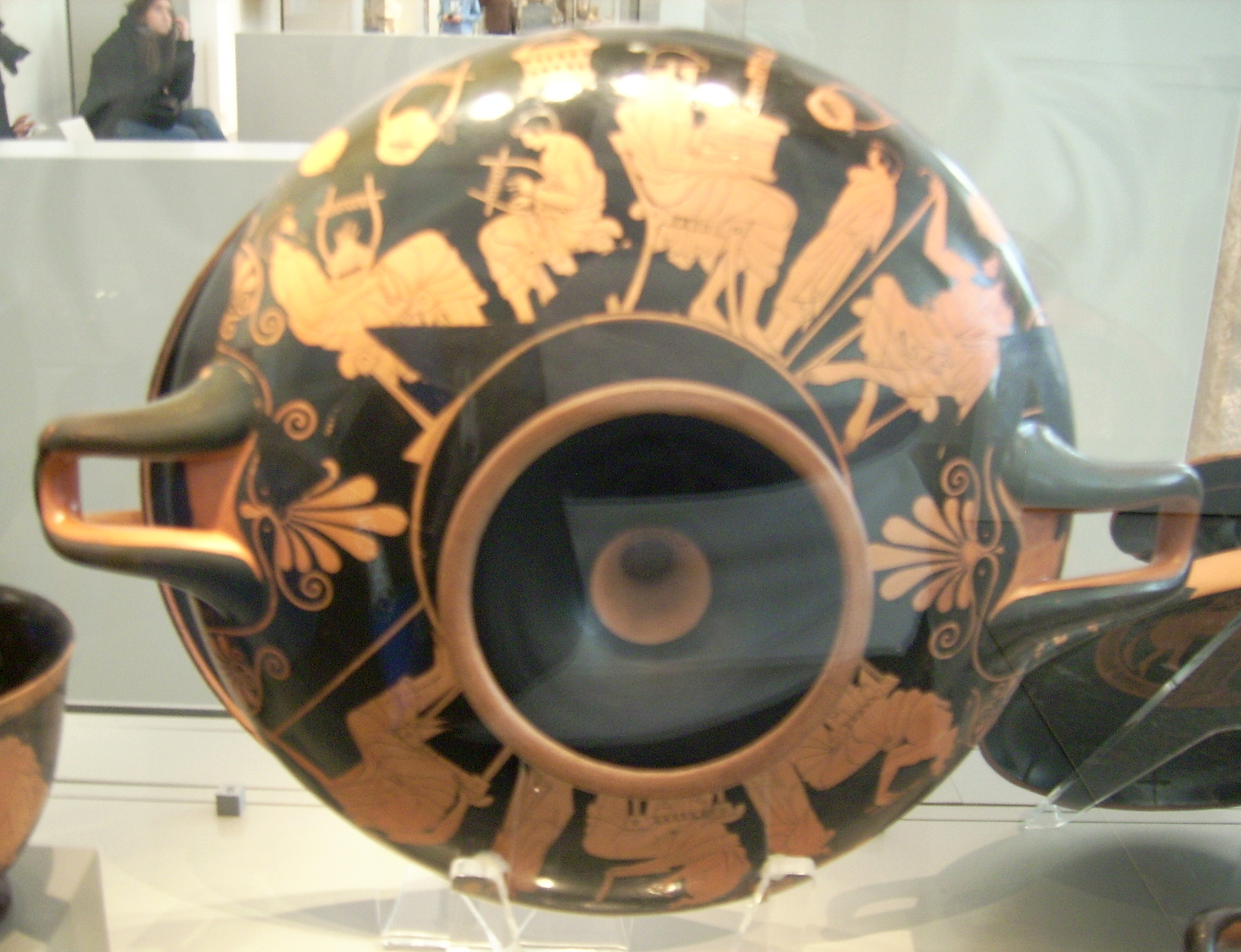
Coupe (kylix) de Douris, professeur de cithare et de lettres.

À Athènes, Solon exigeait que la Cité apprenne aux garçons la lecture, la natation et un métier. Les enfants vont chez le maître instituteur (didaskalos) ou grammatiste et ensuite grammatikos (de gramma, lettre) sous la conduite du pédagogue (esclave) pendant sept ans, lequel leur apprenait la lecture (sur papyrus), l’écriture (sur des tablettes de cire ou des ostraca, de tessons de poterie ou des papyrus avec de l’encre) et le calcul puis les mathématiques, puis plus tard la poésie (Homère, base de l’éducation, puis Hésiode, Solon) et les lettres. Les maîtres sont assis sur une chaise en forme de trône, et les enfants, les assistants, les pédagogues, sur des tabourets, ou des bancs. Ils devaient apprendre des poèmes par cœur, dans le désir d’imiter les héros grecs.
Il se rend plus tard chez le maître de musique, qui lui apprend l’art de l'aulos et de la cithare. L’exercice de la musique, du chant, et des instruments, art capital à Athènes, servirait ensuite à l’art militaire, et aux exercices physiques de la palestre : Thémistocle déplore l’imperfection de son éducation car il ne connaissait pas la musique. Aristophane évoque les groupes d’enfants se rendant en rangs serrés chez le cithariste par temps de neige dans Les Nuées :
«  Je dirai donc l’ancienne éducation, en quoi elle consistait, lorsque florissait mon enseignement de la justice et que la prudence était en honneur. D’abord il ne fallait pas entendre un enfant souffler mot ; puis ils s’avançaient en bon ordre dans les rues vers l’école du maître de musique, les cheveux longs, nus, serrés, la neige tombât-elle comme d’un tamis. Là ils apprenaient à chanter : "Pallas redoutable destructrice des villes" ou : "Cri retentissant au loin" ; soutenant l’harmonie que leurs pères leur avaient enseignée. Si quelqu’un d’eux faisait quelque bouffonnerie ou donnait à sa voix une inflexion mélodique comme celles que les élèves de Phrynis modulent à l’opposé de la mélodie, il était châtié, roué de coups, comme insultant aux Muses  »
— Aristophane, Les Nuées
Puis ils allaient chez le pédotribe ou maître de gymnastique, lesquels sont différents suivant les disciplines (maître au maniement des armes, maître de tir à l’arc, maître du lancer de javelot) et fréquentent la palestre et le gymnase à partir de quinze ans. Ils pratiquent aussi en plus de la natation, et de l’équitation, et différents sports comme le pancrace, la lutte, le Pentathlon antique, le lancer du disque (discoboles). Plus tard l’élève ira chez le rhéteur, le philosophe ou le sophiste compléter sa formation intellectuelle. Au service militaire, les soldats allaient deux par deux, le plus âgé encadrait le plus jeune. Le sport servirait aux jeux qu’ils pratiqueraient devenus adultes, comme les Jeux des Panathénées, ou les Jeux olympiques mais des textes montrent que le but de cette éducation n’était pas la victoire individuelle aux Jeux antiques, mais le développement harmonieux du corps… Le contexte militaire est toujours présent dans l’antiquité. Au VIe siècle av. J.-C., à Athènes, aux jeux des Panathénées, une épreuve du Pentathlon antique fut spécialement réservée aux enfants.
L’éducation athénienne, joignant l'éducation du corps se développant harmonieusement grâce à l’éducation physique et au sport, et celle de l’âme se développant grâce aux arts, aux lettres, aux mathématiques ou à la philosophie, était faite en vue de faire un jeune athénien « καλὸς κἀγαθός », c’est-à-dire « beau et bon » suivant les critères antiques, c’est-à-dire réalisant un idéal de perfection humaine ; on voit un jeune homme accompli qui excelle en mathématiques dans le Théétète de Platon. Car en revanche, dans la cité utopique imaginée par Platon, il est proposé de condamner à mort tous ceux dont le corps ou l’esprit souffrirait d’une infirmité, d’une insuffisance ou d’un handicap au nom de cet idéal de force et de beauté. « Dans les exercices du corps, nos jeunes gens se proposeront surtout d’augmenter leur force morale […] Quant à ceux dont le corps est mal constitué, on les laissera mourir » La force physique était donc la condition première de la citoyenneté antique, celle dont dépendait tout le reste. Les Grecs pratiquaient l’exposition des nouveau-nés.
Il est possible de reconstituer le cursus scolaire antique à travers les Livres de Platon et de distinguer trois classes d’âge :
- École Primaire : Lysis, Ménexène
- Palestre des adolescents : Charmide
- École des Sophistes ou Philosophie des jeunes adultes : Protagoras, Gorgias, La République…

Platon au Ve siècle av. J.-C. propose dans La République et Les Lois une éducation collectiviste dans le but de former des citoyens dans une Cité idéale qui remplacerait totalement les parents. L’éducation consisterait à « mettre la science dans l’âme » selon le sens commun, d’après Platon à élever l’âme vers le bien, le beau et la justice, en fait une éducation morale .
À partir de la seconde moitié du Ve siècle av. J.-C., les jeunes gens des bonnes familles, avides de pouvoir, bénéficient des leçons que proposent contre des sommes importantes les Sophistes. Leur enseignement repose sur une conception aristocratique de l’excellence individuelle. Volontiers relativistes, ils remettent en cause le caractère absolu des lois et de la religion de la Cité.
Les écoles de philosophie, médecine et autres sciences créées à Alexandrie ou à Cos (Aesculapius) rayonnent dans tout le bassin méditerranéen. Nombreux sont les Athéniens à savoir lire, comme l’indique le grand nombre de stèles gravées sur l’Agora : la maîtrise de la lecture est indispensable pour que puissent fonctionner certaines procédures démocratiques.
Les septième et huitième livres de la Politique d’Aristote sont consacrés à l’éducation : la première éducation doit être celle du corps, avant celle de l’âme (musique, littérature). Il exige que les enfants fréquentent le moins possible la société des esclaves et désire qu’on ne les emmène pas aux farces satiriques et à la comédie. En revanche, ils apprendront pendant trois ans les arts libéraux dignes de l’homme libre : la gymnastique, la grammaire, la musique et le dessin.

## Rome antique

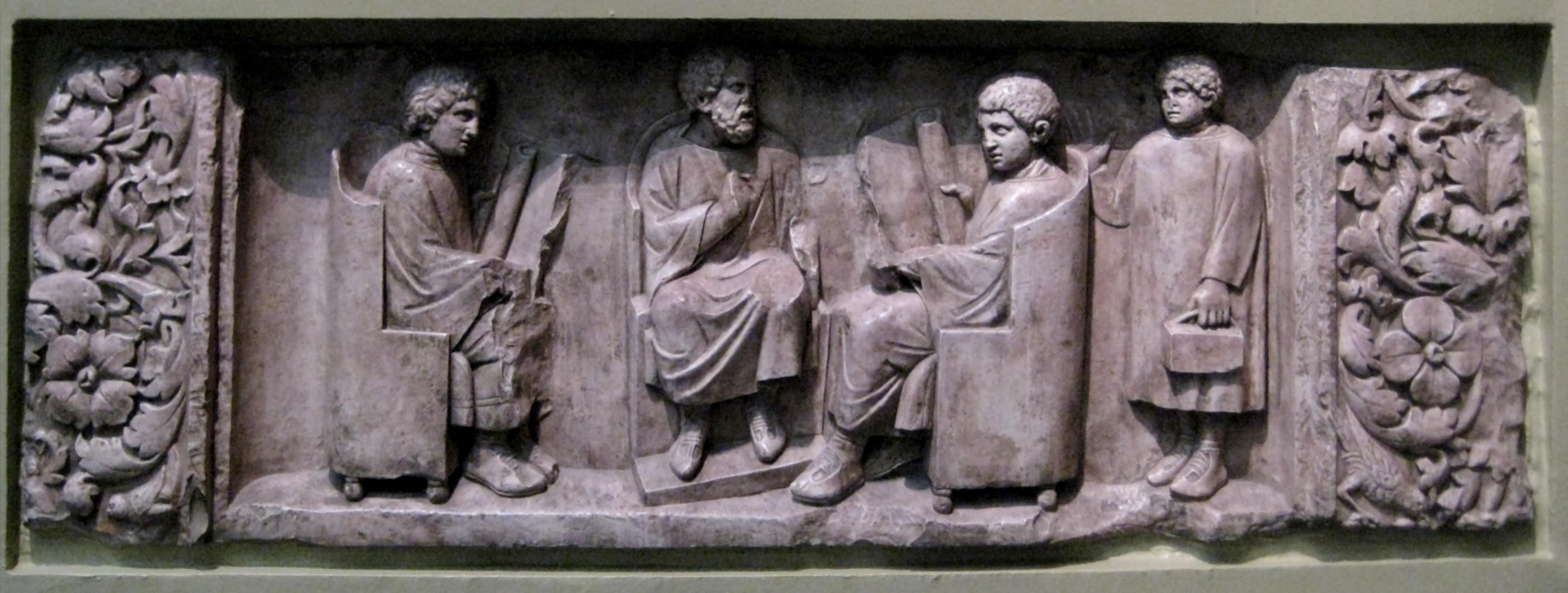
Relief trouvé à Neumagen près de Trèves, le maître d’école (magister ludi) avec deux discipuli et un esclave debout (180-185 av. J.-C.)

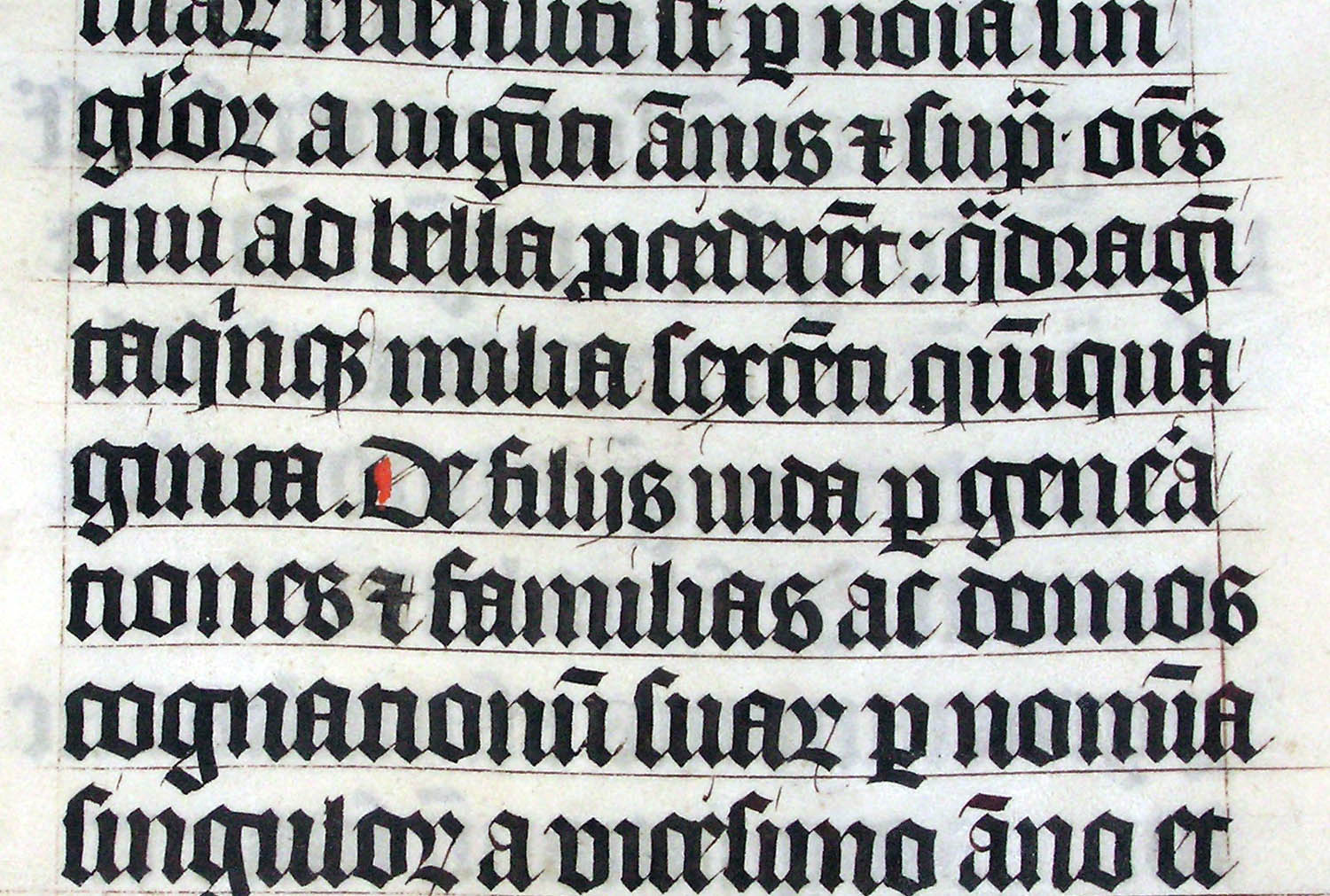
La langue romaine, à savoir le latin, a eu un profond impact sur les cultures qui suivirent, comme le démontre cet extrait d'une Bible latine datant de 1407.

La culture hellénistique a, avec l’implantation des colonies de la Grande Grèce, une influence certaine sur l’Italie antique. Cette influence s’est fortement accrue après la conquête de l’Italie par les Romains. Cette conquête se traduit presque immédiatement par une imprégnation grecque de la culture romaine et par la formation des élites auprès de pédagogues, souvent esclaves, d’origine grecque. Après la conquête de la Grèce, ce phénomène s’accentue, avec l’afflux de grands pédagogues qui étaient souvent d’origine noble.
Les enfants de familles romaines riches ont deux moyens d’être instruits, moyens choisis par leur père. Ils peuvent être élevés à la maison, par un précepteur (praeceptor). Mais en principe ils vont à l’école (ludus) et sont instruits par le maître (magister). Le pédagogue (paedagogus) est un esclave chargé d’accompagner l’enfant à l’école, qui se situe sous un des portiques du forum.
Les écoles romaines sont mixtes, mais cependant les filles ne poussent pas leurs études aussi loin que les garçons : elles arrêtent souvent leurs études après le magister ludi pour apprendre les tâches ménagères avec leur mère. De 7 à 11 ans, l’élève est instruit par le magister ludi, qui lui apprend les lettres, les syllabes, les mots et les bases du calcul. Dès 11 ans, et jusqu’à 15 ans, l’élève se rend chez le grammaticus. Il apprend à expliquer un texte, à découper des mots, des phrases, des vers. Il fait des rédactions, et l’apprentissage du calcul est poussé. Les professeurs sont assez mal payés par les pères des élèves ; ils sont assez autoritaires avec les élèves : ceux-ci sont battus au moyen d’une baguette de bois, la férule, ou même avec des lanières de cuir. L’enseignement est fondé sur le par cœur et l’imitation, et le rythme est relativement lent. Un manuel de conversation gréco-latin daté d'environ 200 ap. J.-C. et destiné à apprendre le latin aux élèves grecs, nous apporte des détails précis et vivants sur la journée d'études d'un enfant des classes aisées.
La violence dans l’éducation semble être très présente à cette époque, on peut même parler de tortures dans certains cas :
« Quant aux pédagogues, qui étaient souvent des esclaves dans la Rome de l’Empire, dans un système d’enseignement qui faisait d’eux le rebut de la société, ils soumettaient les enfants, de sept à treize ans pour les filles et de sept à quinze ans pour les garçons, à de violents châtiments. Les écrivains latins Plaute, Horace, Juvénal, Martial (poète) témoignent aussi de l’emploi de la scutica, espèce de martinet, de la ferula, palette de bois ou de cuir, du flagellum, fouet à une ou plusieurs lanières parfois garnies d’osselets, de la virga, baguette ou faisceau de baguettes parfois épineuses. Horace évoque sa jeunesse gâchée par son précepteur Orbilius, qui lui fit subir toutes sortes de sévices. D’où le terme d’orbilianisme utilisé plus tard pour évoquer l’usage des châtiments corporels. À Pompéi, un vestige montre une scène de flagellation d’un élève récalcitrant : un adolescent nu hissé sur le dos d’un camarade, immobilisé par un autre, sous l’œil indifférent des condisciples. »
Peu d’élèves poursuivent leurs études au-delà du second degré, beaucoup s’arrêtent même à la fin de l’école primaire. Seuls les privilégiés se rendent chez le rhéteur, où ils apprennent l’art de la rhétorique. Les plus riches poussent leurs études dans les prestigieuses écoles grecques.

## Christianisme
Le christianisme, devenu religion officielle de l’Empire romain en 392, n’abolit pas l’école païenne. Religion savante, elle avait besoin des écoles grecques et romaines pour la formation de base, explique Henri-Irénée Marrou. L’effondrement de l’Empire romain d'Occident obligea l’Église à prendre en main cette formation, réservée d’abord aux futurs clercs. Ainsi apparut une école nouvelle, qui associait l’instruction littéraire et l’éducation religieuse. Selon le sociologue Durkheim, ce fut là la véritable naissance de l’école, c’est-à-dire d’un milieu moral organisé, voué autant à façonner les idées et les sentiments de l’élève qu’à transmettre des connaissances.
L'Université de Constantinople, fondée en 425 en tant qu'établissement d'enseignement supérieur, formait des diplômés destinés à occuper des postes d'autorité au sein du service impérial ou de l'Église. réorganisée en tant que corporation d'étudiants en 849 par Bardas  le régent de l'empereur Michel III, elle est considérée comme l'un des premiers établissements d'enseignement supérieur présentant certaines caractéristiques que nous associons aujourd'hui à une université (recherche et enseignement, auto-administration, indépendance académique).
En Europe occidentale, au cours du haut Moyen Âge, les évêques parrainaient des écoles cathédrales et les monastères des écoles monastiques, principalement dédiées à l'éducation du clergé. La preuve la plus ancienne d'une école épiscopale européenne est celle établie en Espagne wisigothique lors du deuxième concile de Tolède en 527. Ces premières écoles épiscopales, axées sur l'apprentissage de la religion sous la direction d'un évêque érudit, ont été identifiées en Espagne et dans une vingtaine de villes de Gaule aux VIe et VIIe siècles.
En plus de ces écoles épiscopales, il existait des écoles monastiques qui formaient les moines et les nonnes, ainsi que les futurs évêques, à un niveau plus avancé. Au tournant des XIIe et XIIIe siècles, certaines d'entre elles se sont transformées en universités autonomes comme  l'Université de Paris, issue des écoles associées à la cathédrale Notre-Dame, au monastère de Sainte-Geneviève et à l'abbaye de Saint-Victor,.

## Liste des principales institutions scolaires antiques
| Nom                            | Lieu originel                  | Lieu actuel | Première date                            |
| ------------------------------ | ------------------------------ | ----------- | ---------------------------------------- |
| Académie                       | Athènes                        | Grèce       | 387 av. J.-C. (Platon)                   |
| Lycée                          | Athènes                        | Grèce       | 335 av. J.-C. (Aristote)                 |
| Cynosarge                      | Athènes                        | Grèce       | IIIe siècle av. J.-C. (Antisthène)       |
| Mouseîon d'Alexandrie          | Royaume ptolémaïque            | Égypte      | IIIe siècle av. J.-C. (roi Ptolémée Ier) |
| Université de Chengdu Shishi   | Empire chinois Han occidentaux | Chine       | 143 av. J.-C. (Wén Wēng)                 |
| Taixue                         | Empire chinois Han orientaux   | Chine       | IIe siècle                               |
| École théologique d'Alexandrie | Empire romain                  | Égypte      | 180 (Pantène d'Alexandrie)               |
| École théologique d'Antioche   | Empire romain                  | Turquie     | 235 (Lucien d'Antioche)                  |
| École théologique d'Édesse     | Empire romain                  | Turquie     | IVe siècle                               |
| École théologique de Nisibe    | Empire romain                  | Turquie     | IVe siècle                               |
| Université de Constantinople   | Empire byzantin                | Turquie     | 425 (empereur Théodose II)               |
| Mahāvihāra                     | Empire Gupta                   | Inde        | Ve siècle (raja Kumāragupta Ier)         |
| Académie de Gundishapur        | Empire sassanide               | Iran        | VIe siècle                               |
| Université Al Quaraouiyine     | Fès                            | Maroc       | IXe siècle                               |